# Stallbach (Kristeinbach)
Der Stallbach, auch Stahlbach, abschnittsweise auch Moosbachl, Bleicherbach, und anders, ist ein kleines Gewässer bei Enns in Oberösterreich.

## Lauf und Namengebung
Der etwa 17 Kilometer lange Bach entwässert die erste Talung des Traun-Enns-Riedellands westlich (donauaufwärts) der Enns.
Der Stallbach entspringt zwischen Dietach und Stadlkirchen, wenige Kilometer nördlich von Steyr, und fließt anfangs ostwärts, nach einem knappen Kilometer aber hauptsächlich nordwärts. Er passiert die kleinen Orte Ober- und Unterstallbach, Sieding und Pirchhorn bei Hargelsberg. Bei Thann kommt er dem linken Parallelbach, dem Thannerbach, bis auf 250 Meter nahe, Thann liegt leicht erhöht zwischen den beiden Bächen. Dann fließt er durch die Streusiedlung Moos, hier heißt er auch Moosbachl.
Zwischen Eichberg und Forstberg–Schmidberg (Stadtberg von Enns) erreicht der Stallbach das Linzer Feld und rinnt durch Lorch. Hier heißt er auch Bleicherbach oder Lorcher Bach.
Etwas nördlich des Orts mündet er von rechts in den Kristeinbach, der selbst bald danach in die Donau mündet.

## Hydrographie, Name und Geschichte
Stallbach ist primär der Name am Oberlauf. die Ortslagen Stallbach dort finden sich noch im 18. Jahrhundert dialektal lang Stolbach geschrieben, daher auch die Schreibung Stahlbach. Auch Moosbachl am Mittellauf und alt Thannbach und Lorcherbach beziehen sich auf die jeweiligen Orte Moos, Thann und Lorch. Den zweiten Namen führt verwechselbar auch der westlich benachbarte Thannerbach. Eine Ableitung der alten Schreibung Lŏrahha/Loracha (977) für die Ortslage als Achen-Name zu einem alten Flussnamen Lauro/Lorch (Lorbach, Laurach, „Lorcherbach“) gilt als unzutreffend.
Das Einzugsgebiet von grob etwa 20 km² erstreckt sich östlich im Raum Kronstorf–Thaling–Enns bis auf wenige hundert Meter an die Enns heran, die sich dort in die Hochterrasse der Traun-Enns-Platte eingetieft hat, und eine Geländestufe, hierorts Leiten oder Wagram genannt, ausbildet. Der westliche (orograpisch linke) Teil des Einzugsgebiets ist zum Thannerbach hin knapp, steiler und kleinräumig gegliedert. Der Bach hat keine nennenswerten Nebenbäche.
Wesentliche Teile des Wassers versickern in den Schottern des Linzer Feldes, sodass der direkte Eintrag in den Kristeinbach geringer ist als die Wasserführung etwa bei Enns.
Der Bach wurde am Unterlauf schon in der Römerzeit umfangreich umgestaltet, neben der Wasserversorgung von Militär- wie Zivilstadt Lauriacum befüllte er den Wassergraben des Legionslagers. Dieser (nicht präzise rechtwinklig) rechteckige Lagergraben, mit der nach Nordosten weisenden Hauptachse der Anlage, war noch im 18. Jahrhundert teilweise erhalten, und umfriedete das Gelände der Kirche Maria Anger. Die Stadt-Enns-nahe Südostseite diente als Rossschwemme, und später noch als Eisteich. Dem Verlauf des Grabens entspricht heute der Straßenzug Lorcher Straße (stückweise) – Teichweg – Bahnhofweg – Römergraben, mit teils direktem namentlichem Bezug zur Befestigung (ab Osten genannt, die Nordecke des Lagers ist durch die Westbahn abgeschnitten).

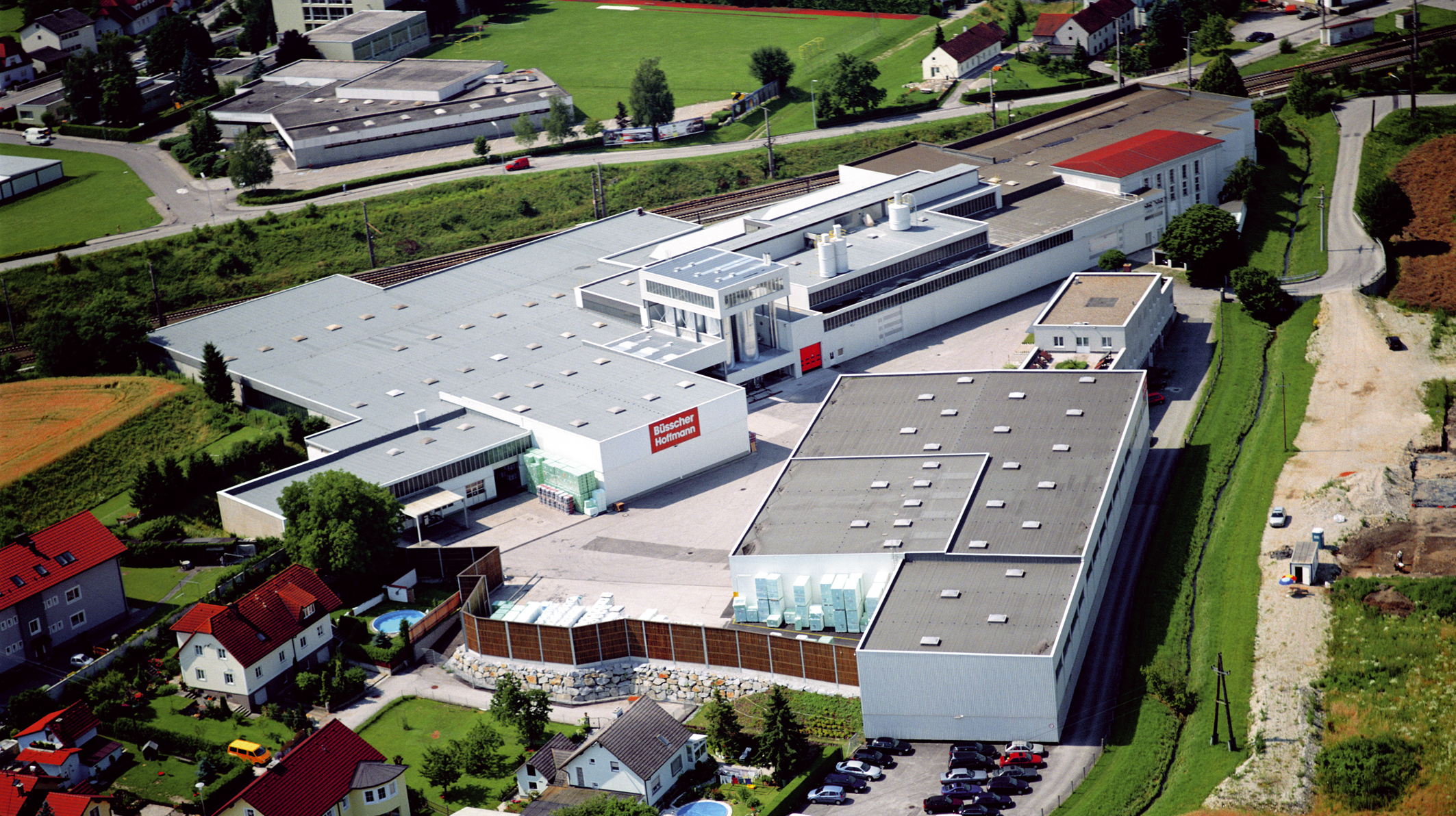
Werksgelände Büsscher & Hoffmann (2005, rechts der noch in Halbschale gelegte Stallbach vor Umleitung)

Der Bach wurde in den 1930er-Jahren hart reguliert. Anders als der Kristeinbach ist der Stallbach aber im Ober- und Mittellauf nicht von Querbauwerken beeinträchtigt. Sein Uferbereich ist streckenweise noch relativ naturnah mit Gehölzsaum.
Juni 1996 kam es nach einem Gewitter-Schlagregen zu schwereren Überschwemmungen am Unterlauf.
2015 wurde der Bach im Zuge der Erweiterung des Areals Büsscher & Hoffmann in Lorch um dessen Nordrand verlegt, und aufwändig mit einer künstlichen Mäanderstrecke und Parkgestaltung revitalisiert.